# ドゥボーイ
ドゥボーイ（Doughboy）は、米国（アメリカ）のパンやお菓子生地の老舗製粉会社であるピルズベリー社のイメージ・キャラクター。ドゥボーイとは愛称であり、本当の名前は「ポッピン・フレッシュ（Poppin Fresh）」という。1965年にテレビのコマーシャルに登場して、一躍人気を得る。「Doughboy」の「dough」（ドウ）とは生地のことであり、パン生地のような白くてモチモチしたキャラクターだ。趣味はパンやお菓子作りで、体は小麦粉でてきている台所が大好きな妖精。

## 家族構成
- Poppin Fresh - 本人
- Poppie Fresh - 妻
- Pop Prek - 息子
- Bunbun - 娘
- Granpopper - 父
- Granmommer - 母
- Rolly - 叔父
- Flapjack - 犬
- Biscuit - 猫